# Motru
Motru je město v Rumunsku v župě Gorj. Nachází se asi 42 km jihozápadně od města Târgu Jiu, 87 km severozápadně od města Craiova a asi 359 km severozápadně od Bukurešti. V roce 2011 žilo ve městě 19 079 obyvatel, Motru je tak druhým největším městem župy Gorj.
Městem protéká stejnojmenná řeka Motru, která je pravostranným přítokem řeky Jiu. K městu náleží rovněž vesnice Dealu Pomilor, Horăști, Însurăței, Leurda, Lupoița, Ploștina, Roșiuța a Râpa. Prochází zde hlavní silnice DN67. Ve městě se nachází katedrála Nejsvětější Trojice.
Oblast města Motru byla obydlena již v době Římského impéria – nacházelo se zde dácké město Amutria. Motru však oficiálně vzniklo až správním rozhodnutím dne 24. května 1966 na území bývalé obce Ploștina, která se spolu s dalšími sedmi vesnicemi stala součástí nového města. Důvodem vzniku města byla snaha o rozvoj několika uhelných ložisek.
Většina obyvatel se zabývá těžbou v rozsáhlých dolech, které se nacházejí severovýchodně od města. Mezi další odvětví, kterému se věnují zejména obyvatelé vesnic, patří zemědělství a chov dobytka.